# Río Seco (Azapa)
El río Seco es un corto curso de agua natural que fluye desde las faldas occidentales del Altiplano boliviano-chileno hacia el sur para, tras su confluencia con el río Tignamar, formar el río San José de Azapa.

## Trayecto
Hans Niemeyer escribe sobre su trayecto:: 29  Su cauce corre primero al nivel de la pampa, para luego profundizar un cañón labrado en roca riolítica, al final del cual se abre dando origen al pequeño valle de Copaquilla, el que tiene unos tres kilómetros de longitud. En su extremo de aguas abajo el cauce entra nuevamente en una garganta-desfiladero de ancho no superior a 15 m, labrado en roca riolítica al término de la cual se junta con el río Tignamar. En el valle de Copaquilla se cultivan alfalfa, maíz, tunas, duraznos e higueras en unas pocas "eras" pertenecientes a algunos habitantes del pueblo de Chapiquiña, superficie que contrasta por lo reducido con un gran número de "eras" abandonadas a todo su largo, de data precolombina. Los cultivos actuales se riegan con aguas que brotan en la 1a angostura y que se junta por la noche en una pequeña "cocha" o represa.

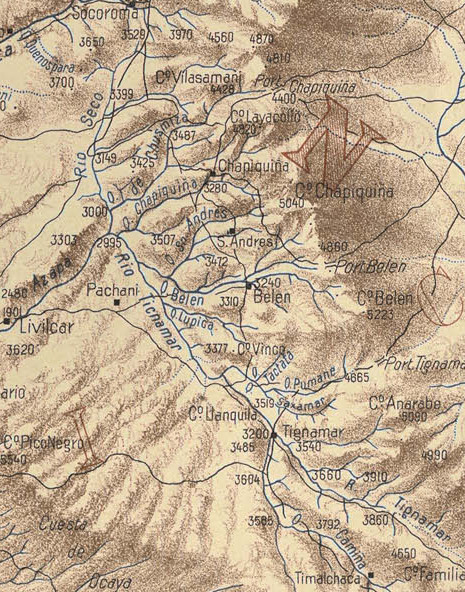
Cuenca alta del río San José de Azapa, en un mapa de Luis Risopatrón del año 1910.

## Caudal y régimen
El río Seco tiene en Zapahuira mediciones hechas durante 13 años. Estas dan como resultado para los caudales anuales:
- mínimo: 0,41 m³/s
- máximo: 0,76 m³/s
- promedio: 0,55 m³/s

## Historia
Luis Risopatrón lo describe en su Diccionario jeográfico de Chile (1924):: 838 
Seco (Río). Es de corto curso, corre hacia el S i con el de Tignamar forma el de Azapa.

## Población, economía y ecología
Actualmente el río Seco, cuyas aguas propias son consumidas casi completamente para el riego de sus valles, sirve para recibir las aguas del Canal Lauca tras su paso por la Central hidroeléctrica Chapiquiña y llevarlas hasta el río Azapa desde donde son desviadas al canal homónimo para el riego del principal Valle de Azapa.: 1.18 